# جشنواره فیلم کن ۱۹۸۱
سی و چهارمین دوره جشنواره فیلم کن در بین روز های ۱۳ - ۲۷ می برگزار شد ژاک دری ریاست هیئت داوران را بر عهده داشت مرد آهنین،آندری وایدا برنده نخل طلا شد. این اولین باری است فیلمی از کشور لهستان برنده میشود.

## هیئت داوران
- ژاک دری (رئیس هیئت داوران)
- الن برستین
- ژان-کلود کریر
- رابرت چازال
- آتیلیو دی انوفریو
- کارلوس جیه‌گس
- داگلاس اسلوکام

## مسابقه
فیلم‌های زیر برای بخش مسابقه انتخاب شده‌اند:
- ناپدری - برتران بلیه
- ارابه‌های آتش - هیو هادسن
- مرد آهنین - آندری وایدا
- اکس‌کالیبور - جان بورمن
- دروازه بهشت - مایکل چیمینو
- پوست - لیلیانا کاوانی
- تراژدی آدم مضحک - برناردو برتولوچی
- چند سال نوری دور - آلن تانر
- یکی و دیگری - کلود للوش
- Looks and Smiles - کن لوچ
- مفیستو - ایشتوان سابو
- Montenegro - دوشان ماکاویو
- شور عشق - اتوره اسکولا
- کوارتت - جیمز ایوری
- سارق - مایکل مان

## برندگان

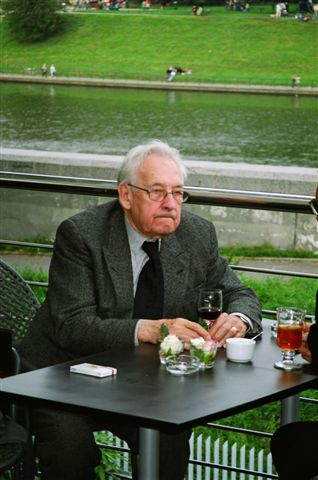
آندری وایدا, برنده نخل طلا

- نخل طلا: مرد آهنین (فیلم ۱۹۸۱) - آندری وایدا
- جایزه بزرگ (جشنواره فیلم کن): چند سال نوری دور - آلن تانر
- جایزه بهترین بازیگر مرد جشنواره فیلم کن: اوگو تونیاتسی برای تراژدی آدم مضحک
- جایزه بهترین بازیگر زن جشنواره فیلم کن: ایزابل آجانی برای کوارتت (فیلم ۱۹۸۱) و Possession
- بهترین بازیگر مکمل مرد : ایان هولم برای ارابه‌های آتش
- بهترین بازیگر مکمل زن : یلنا سولووی برای Faktas
- جایزه بهترین فیلم‌نامه جشنواره فیلم کن: ایشتوان سابو برای مفیستو